# Marco Rota
Marco Rota (født 18. september 1942 i Milano) er en italiensk disneytegneserietegner, som fra 1974 til 1988 var chefredaktør for Disney Italia. 
Hans første tegneseriearbejde blev udgivet i 1958. Igennem 1960'erne tegnede han Superman, Batman og erotiske tegneserier. I 1971 brugte han Mickey Mouse-figuren til sin første disneytegneserie. Siden har han dog primært tegnet Anders And- og Onkel Joakim-historier. Hans mest kendte disneyrelaterede arbejder er historierne om Anders Vildand, Anders' skotske alter ego som forsvarede Skotlands kyster mod vikingerne, samt historien Mit liv i en æggeskal, som er Rotas bud på Anders Ands biografi.
Udover at bruge allerede eksisterende figurer laver Rota også originalt arbejde. For tiden arbejder han for den danske udgiver Egmont.
Rota er også kendt for sine mange detaljer og for sin kærlighed til flyvemaskiner og Middelalderen.